# Doppel (Gemeinde Hafnerbach)
Doppel ist eine Ortschaft und als Doppel bei Rannersdorf eine Katastralgemeinde der Marktgemeinde Hafnerbach im Bezirk St. Pölten-Land in Niederösterreich. Die Ortschaft hat 21 Einwohner (1. Jänner 2024).

## Geografie
Der Weiler liegt westlich von Wimpassing an der Pielach beim rechten (nördlichen) Ufer der Pielach und ist nur über Nebenstraßen erreichbar.

## Geschichte
Im Jahr 1822 wurde der Ort als Dorf mit vier Häusern genannt, das nach Hafnerbach eingepfarrt war, wohin auch die Kinder eingeschult wurden. Die Herrschaft Mitterau besaß die Ortsobrigkeit, übte die Landgerichtsbarkeit aus und besorgte die Konskription. Die Untertanen und Grundholde des Ortes gehörten den Herrschaften Mitterau und Kreisbach.
Laut Adressbuch von Österreich waren im Jahr 1938 in Doppel keine Gewerbetreibenden ansässig.
Bis zur Eingemeindung nach Hafnerbach am 1. Jänner 1966 war der Ort ein Teil der damaligen Gemeinde Wimpassing.